# Windmühle Veltheim
De Windmühle Veltheim is een beltmolen op Hehler Feld 23 in de Duitse plaats Veltheim die behoort tot de gemeente Porta Westfalica in de Kreis Minden-Lübbecke Noordrijn-Westfalen (Oostwestfalen). De huidige molen is in 1903 gebouwd. De molen is een zogenaamde zelfkruier. De kap van de molen is gedekt met houten schaliën. Op de molen is nog een motor voor het schroten van graan aanwezig.

## Geschiedenis
In 1899 werd de eerste molen, een grondzeiler, gebouwd met onderdelen van de in 1850 gebouwde molen op de Bokshornberg, die weer een opvolger was van de in 1723 gebouwde standaardmolen. De molen was eigendom van Karl Stolze. Na blikseminslag werd deze molen, nu als beltmolen, in 1903 herbouwd. Tot 1963 was de molen nog vol in bedrijf met als molenaar Heinrich Stolze, een nazaat van Karl Stolze. In 1982/83 werd de molen gerestaureerd in het kader van het kreismühlenprogramma. In 2015/16 volgde een tweede restauratie door de molenvereniging Veltheim met behulp van de kreismolenvereniging.

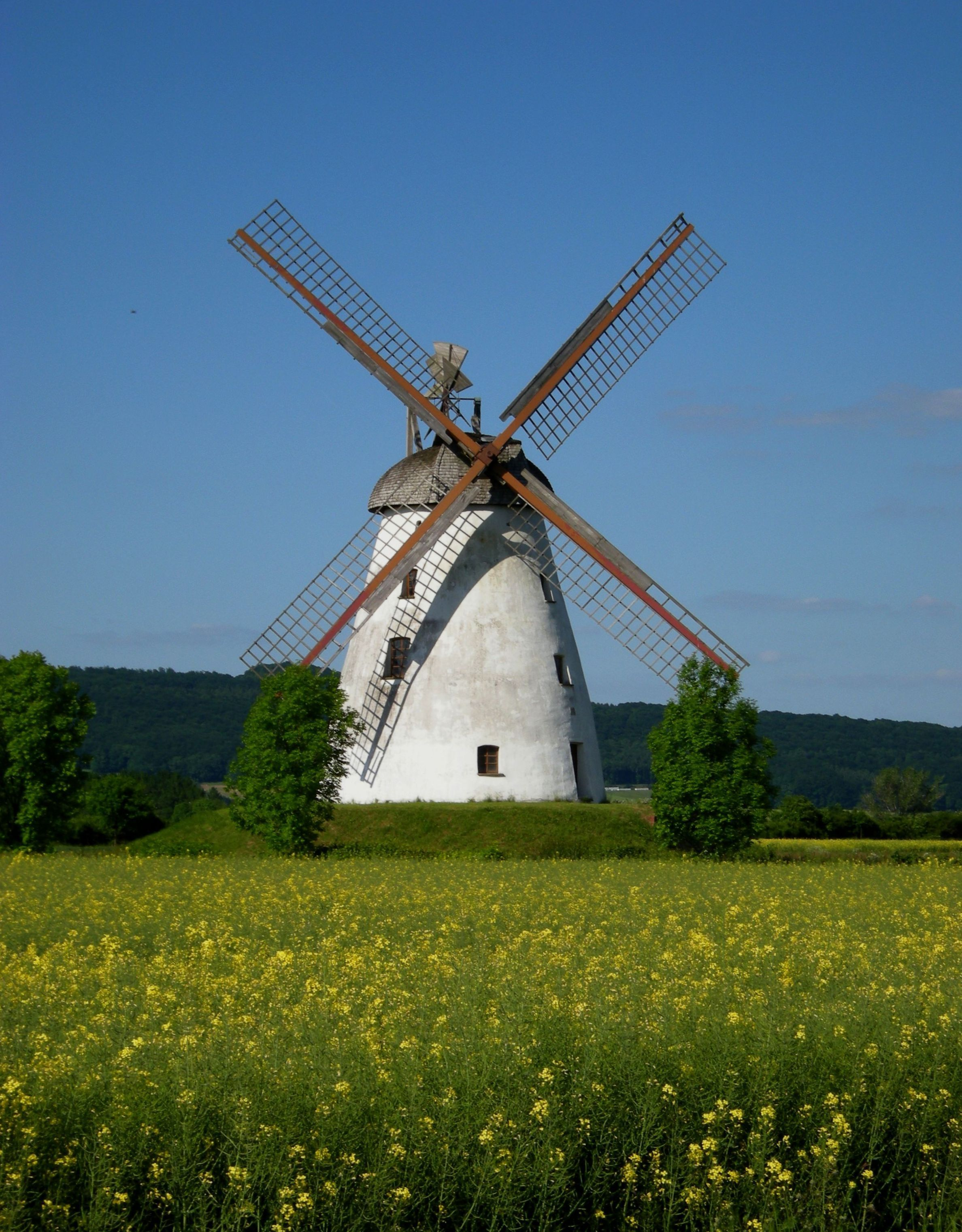
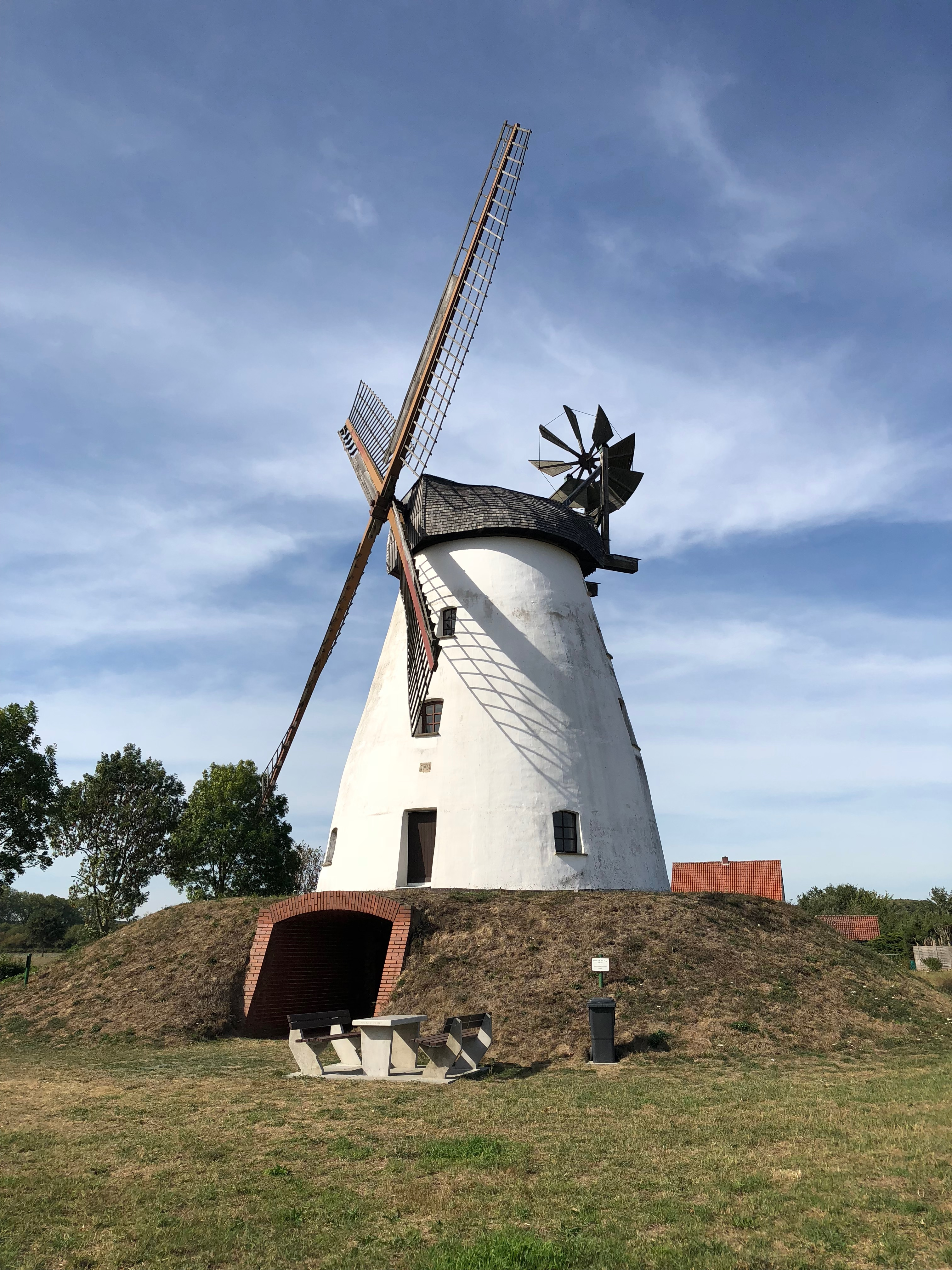
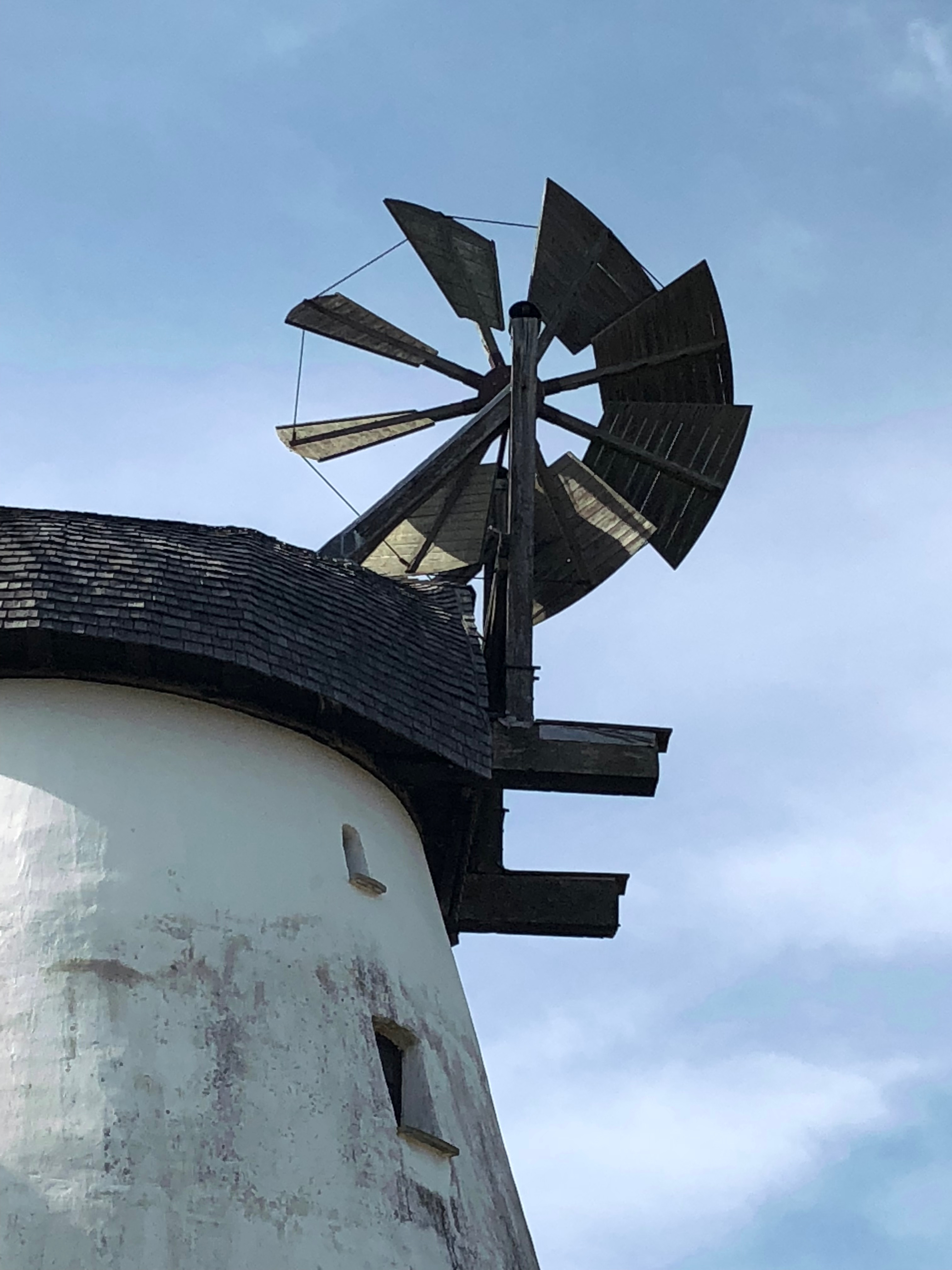
Windroos